# Вантух, Валентина Владимировна
Валентина Владимировна Вантух (род. 1944) — украинская танцовщица, педагог и хореограф. Народная артистка Украины (1999).

## Биография
Родилась 7 октября 1944 года.
Работает директором Детской хореографической школы (открыта в 1991 году) при Национальном заслуженном академическом ансамбле танца Украины им. П. Вирского.

### Семья
- Муж — Мирослав Михайлович (род. 1939) — Герой Украины.
- Дети — дочь Галина (род. 1974) и сын Мирослав (род. 1979).

## Награды и звания
- Полный кавалер ордена княгини Ольги:
  - I степень (2009)[3]
  - II степень (2007)[4]
  - III степень (2003)[5]
- Орден «За заслуги» II степени (2016)[6]
- Орден «За заслуги» III степени (2012)[7]
- Народная артистка Украины (1999)[8].
- Заслуженный деятель искусств Украины (1994)[9].
- Почётная грамота Кабинета Министров Украины (2003)[10].